# Taekwondo ai I Giochi giovanili dell'Asia dell'est
Le competizioni di taekwondo ai I Giochi giovanili dell'Asia dell'est si sono svolte dal 17 al 18 agosto 2023 a Ulan Bator, in Mongolia.

## Podi

### Ragazzi
| Evento   | Oro          | Argento       | Bronzo                  |
| 48 kg    | Wang Shuohan | Riku Takamaru | Jang Seoyun             |
| 48 kg    | Wang Shuohan | Riku Takamaru | Tsz Hin Kam             |
| 48-55 kg | Li Cien      | Kim Keonho    | Wang Nuoyan             |
| 48-55 kg | Li Cien      | Kim Keonho    | Cheuk Wang Neville Chan |
| 55-63 kg | Ke Siang-han | Jiao Yiren    | Takato Katoh            |
| 55-63 kg | Ke Siang-han | Jiao Yiren    | Chun Hei Tam            |
| 63-73 kg | Chen Leide   | Oscar Yu      | Inguun Shirmenbaatar    |
| 63-73 kg | Chen Leide   | Oscar Yu      | Chin Mincheol           |
| +73 kg   | Lee Hwan     | Cui Fuyuan    | Tsogjavkhlant Enkhtur   |
| +73 kg   | Lee Hwan     | Cui Fuyuan    | Chuang Po-wu            |

### Ragazze
| Evento   | Oro             | Argento      | Bronzo              |
| 44 kg    | Huang Ching-yun | Zheng Zhihan | Oh Taelin           |
| 44 kg    | Huang Ching-yun | Zheng Zhihan | Sum Yi Ma           |
| 44-49 kg | Fu Xiaolu       | Kim Minseo   | Ruka Okamoto        |
| 44-49 kg | Fu Xiaolu       | Kim Minseo   | Ka Yee Chow         |
| 49-55 kg | Dai Zongyuan    | Chou Mei-tsu | Otoa Ishida         |
| 49-55 kg | Dai Zongyuan    | Chou Mei-tsu | Cheuk Tung Chan     |
| 55-63 kg | Shen Zinuo      | Kwon Hyeogji | Hsieh Yi-ling       |
| 55-63 kg | Shen Zinuo      | Kwon Hyeogji | Enkhchimeg Ganzorig |
| +63 kg   | Wang Wei-chia   | Lim Yerim    | Udval Purevjal      |
| +63 kg   | Wang Wei-chia   | Lim Yerim    | Sun Jiahui          |